# Municipio Tlaxco (Puebla)
Koordinaten: 20° 25′ 12″ N, 98° 1′ 48″ W
Tlaxco ist ein Municipio im mexikanischen Bundesstaat Puebla. Das Municipio umfasst eine Fläche von 54,9 km². Im Jahr 2010 hatte Tlaxco eine Bevölkerung von 5415 Einwohnern. Verwaltungssitz und einwohnerreichster Ort des Municipios ist das gleichnamige Tlaxco.

## Geographie
Das Municipio Tlaxco liegt im Norden des Bundesstaats Puebla in der Región I auf einer Höhe zwischen 400 m und 1900 m. Es zählt zur Gänze zur physiographischen Provinz der Sierra Madre Oriental. Das Municipio liegt im Einzugsgebiet des Río Tuxpan und entwässert somit in den Golf von Mexiko. Die Geologie des Municipios setzt sich aus verschiedenen Sedimentgesteinen zusammen (Kalksteine und Sandsteine). Bodentyp von 87 % des Municipios ist der Luvisol bei 13 % Umbrisol. Etwa die Hälfte der Gemeindefläche wird ackerbaulich genutzt, etwa ein Drittel ist bewaldet, 16 % dienen als Weideland.
Das Municipio Tlaxco grenzt ans Municipio Tlacuilotepec sowie an den Bundesstaat Hidalgo.

## Bevölkerung
Beim Zensus 2010 wurden im Municipio 5415 Menschen in 1347 Wohneinheiten gezählt. Davon wurden 750 Personen als Sprecher einer indigenen Sprache registriert, darunter 651 Sprecher des Otomí. 18,8 % der Bevölkerung waren Analphabeten. 1800 Einwohner wurden als Erwerbspersonen registriert, wovon etwa 84 % Männer bzw. knapp 4 % arbeitslos waren. Über 44 % der Bevölkerung lebten in extremer Armut.

## Orte
Das Municipio Tlaxco umfasst 24 localidades, von denen nur der Hauptort vom INEGI als urban klassifiziert ist. Vier Orte wiesen beim Zensus 2010 eine Einwohnerzahl von über 500 auf, weitere sieben Orte hatten zumindest 100 Einwohner. Die größten Orte sind:
| Ort      | Einwohner |
| Tlaxco   | 1272      |
| El Álamo | 0761      |
| Acalman  | 0755      |
| Cuaxtla  | 0589      |